# فاليريانوفسك (سفيردلوفسك)
فاليريانوفسك (بالروسية: Валериановск) هي مدينة في مقاطعة سفيردلوفسك أوبلاست في روسيا.
يبلغ عدد سكانها حوالي 2135 نسمة.